# Gnathopalystes nigriventer
Gnathopalystes nigriventer är en spindelart som först beskrevs av Kulczynski 1910.  Gnathopalystes nigriventer ingår i släktet Gnathopalystes och familjen jättekrabbspindlar. Inga underarter finns listade i Catalogue of Life.